# Masaya Okugawa
Masaya Okugawa (奥川 雅也 Okugawa Masaya?), född 14 april 1996 i Shiga prefektur, är en japansk fotbollsspelare som spelar för Arminia Bielefeld.

## Karriär
Okugawa började sin karriär 2015 i Kyoto Sanga FC. Efter Kyoto Sanga FC spelade han för FC Liefering, SV Mattersburg, FC Red Bull Salzburg och Holstein Kiel.
Den 31 januari 2021 lånades Okugawa ut till Arminia Bielefeld på ett låneavtal över resten av säsongen 2020/2021. Det blev därefter en permanent övergång till Arminia Bielefeld för Okugawa som skrev på ett treårskontrakt med klubben.